# Serra da Tromba
Serra da Tromba é uma serra localizada no estado da Bahia, entre os municípios de Abaíra e Piatã e faz parte da Chapada Diamantina.

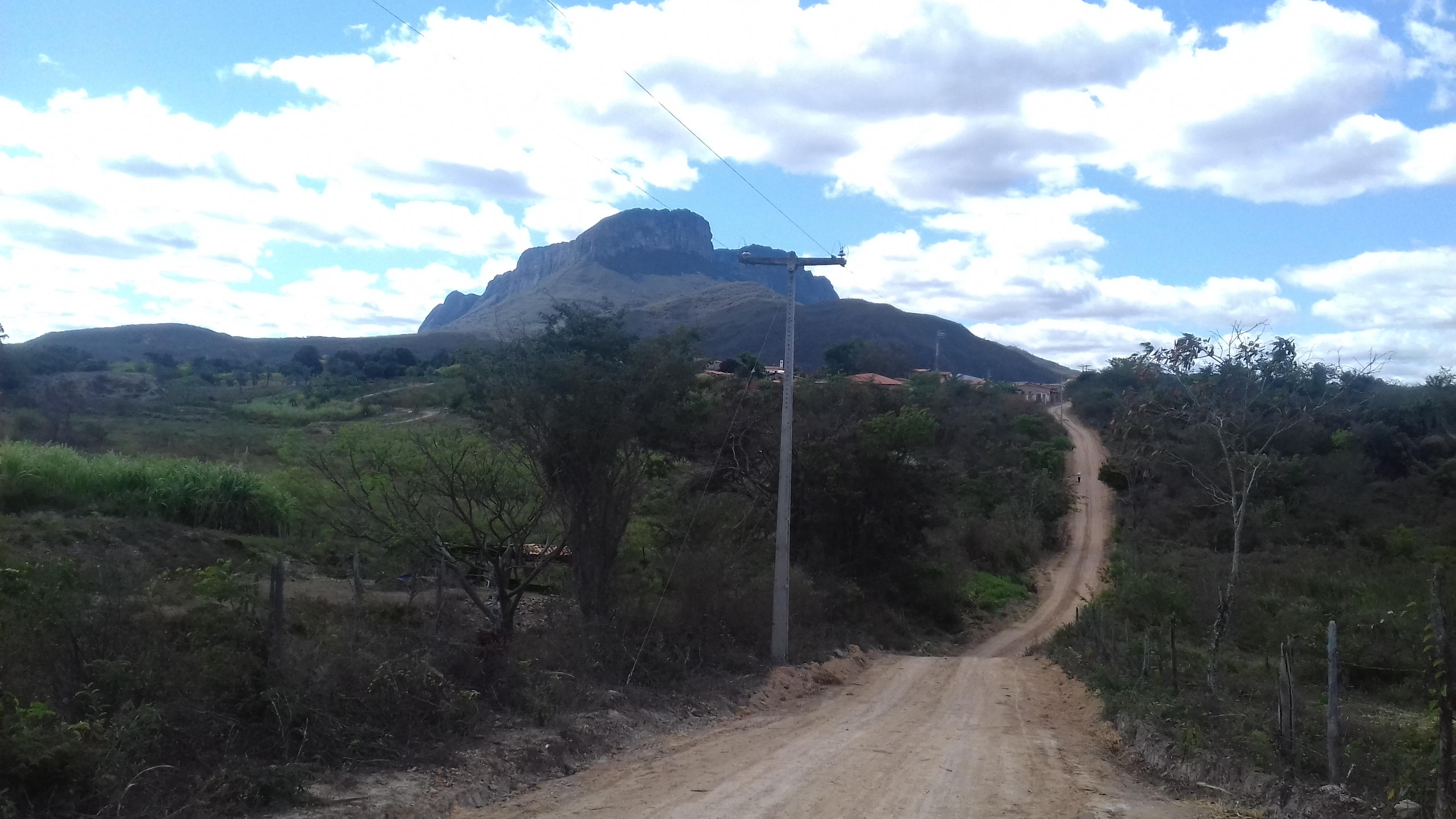
Visão da Serra da Tromba próximo ao povoado de Ouro Verde, Abaíra, Bahia

A serra tem importância sobretudo por ser a nascente do Rio de Contas, na cidade de Piatã, e também do rio Água Suja.

## Características
Zappi e outros registraram, em 2003, que "Os vales largos em ambos os lados da Serra da Tromba foram preenchidos com o
acúmulo de materiais desgastados e, por conseguinte, apresentam os solos mais profundos juntamente com depósitos notáveis de pedras preciosas e semi-preciosas".
Esses depósitos, do Período Quaternário, ricos em cristais de quartzito, ouro e diamante que no passado foram ali minerados - estando no presente sem atividade mineira.

## Turismo
O acesso à Serra, que está a cerca de trinta quilômetros da sede municipal de Piatã, é feito pelo povoado de Barriguda, e depois uma caminhada de seis quilômetros que requer disposição do turista, até atingir a altitude de 1 710 metros onde, num mirante, é possível visualizar toda a região.